# 中華民國國語
中華民國國語，逕稱國語，是以北平官話為標準音的漢語，屬於現代標準漢語的變體，為中華民國事實的官方語言，亦是現今臺灣各族群間的通用語。
1913年，讀音統一會議定老國音，標音用注音符號。1932年後，以中華民國教育部出版之《國音常用字彙》為標準音，與中華人民共和國於1955年制定的普通話標準有一些差異。1945年臺灣進入中華民國時代，當時剛結束日本統治的臺灣人並不熟悉國音；在中華民國政府的國語政策與九年國民義務教育下，國語才逐漸在臺灣普及。

## 歷史

### 國文和國語的由來
清代滿族稱滿語為國語。
1902年，清政府公佈〈欽定學堂章程〉，其中包含讀經、作文、習字、詞章等課程，不過最後未付實施。直至1907年國文才獨立設科。
1909年，國語編審委員會成立，將漢語官話命名為國語。
1912年，中華民國成立，蔡元培當選臨時教育總長後，規定清代教科書作廢，全國中學開設國文科。1913年2月，北京召開的讀音統一會議定了史稱「老國音」的國音系統，共6,500字。老國音以京音為主，同時兼顧南北。同期並制定了注音字母第一式。
1918年，中華民國教育部令第75號明確推行國語。之後國文科也改成了國語科。

### 由兼顧南北轉為純北京音
国语推广不到两年，就爆发关于京音（北京语音）和国音（京音为主，兼顾南北）的大辩论。國語統一籌備會主張國音應以實際存在的語音為準。1923年，增修國音字典委員會決定以北平讀法為標準音，即「新國音」，在全國學校推廣。1933年，中央廣播電台首次招考國語播音員，北平人劉俊英是其中之一，被稱為「南京之鶯」。1936年，學校國語科加入三民主義等內容，1948年刪除。國語科佔小學教學科目總時數的平均百分比為30%，其中讀書最多。1937年全国有收音机约二十万架。

### 1945年後的臺灣
| 官話（CMN） 閩南語（NAN） 客家話（HAK） 南島語系（MAP） |

2010年六歲以上台灣人口在家使用語言（依年齡層分配）

2010年台澎金馬六歲以上人口最大宗家用語言分佈圖
官話（CMN）
閩南語（NAN）
客家話（HAK）
南島語系（MAP）

日治時代的臺灣已有「國語」的稱呼，但指的是日語。日治時代前中期，學校除了教授日语之外，也可教授漢語，但皇民化運動後，學校僅被允許教授日语。
1945年，臺灣進入中華民國時代，「國語」一詞也轉為指稱中華民國的國語；當時全臺曾興起學習國語的熱潮，以台北太平國民學校為例，半天時間，報名人數就逾四千人。當時學校缺乏國語課本，林忠將在重慶編寫的《國語廣播教本》帶到台灣，印刷了幾十萬本，市面上甚至出現盜版。國民政府任命陳儀為臺灣省行政長官。從中國大陸來臺灣的國民政府官員由於語言障礙，幾乎無法與百姓溝通。
1946年，陳儀成立臺灣省國語推行委員會，隸屬臺灣省行政長官公署教育處，由魏建功任主任委員、何容任副主任委員，綜理全臺灣的國語推行業務，以取代日本統治時期的官方語言日語。臺灣省國語推行委員會啟播《國語讀音示範》電台節目，主持是北平人齊鐵恨，不過收效不彰。同年10月，陳儀下令停止報紙、雜誌的日文版本，禁止用日文寫作。有評論稱一些長年受日本方面教育影響的知識份子，因慣於透過日語吸收新知及表達思想，在政策突然轉變上一時難以適應；也有日本方面的資訊稱「農村的老百姓大多不解日文」，戰時廣播多以臺灣閩南語進行。
1949年中華民國政府遷台後，幾百萬外省人遷入台灣，同本省人各操自己的方言，交流十分不便，因此，國民黨政府繼續推行國語政策，積極推廣國語。以學校教育為主軸，兼及社教管道。這也導致了臺灣民眾的反感，特別是濁水溪以南。
李登輝執政後，1989年，《法院組織法》規定「法院為審判時應用國語」。
中華民國政府將母語教育納入1996年實施的國民小學課程標準中：「國小一至六年級學生必須就閩南語、客家語、原住民語等三種鄉土語言任選一種修習」。相對於北京官話為主的官話白話文，臺語白話文興起。根據主計總處於2010年的人口及住宅普查，年輕人在家庭有少用地方語言，傾向用國語的趨勢。而在族群雜居的地區，也更傾向使用國語，因此在西部各都會區、花東縱谷、原住民族地區等地，國語是最常用的家用語言。

### 國語、國家語言、官方語言
2017年6月14日《原住民族語言發展法》明定台灣原住民族語為國家語言， 2018年1月31日《客家基本法》明定客語為國家語言。依2019年1月9日《國家語言發展法》，「臺灣各固有族群使用之自然語言及臺灣手語」均成為國家語言，行政院在該條立法說明強調：「本法所稱國家語言，並非指官方語言」。中華民國政府未以法律明定官方語言，國語不是法定而是實際上的官方語言。
大眾運輸工具播音時，國語、閩南語、客家語法定地位並列。
2021年中華民國文化部以《國家語言發展法》對於國家語言有其定義為理由，將該部輔導辦理的金曲獎各「國語」獎項更名為「華語」獎項。
2022年中華民國文化部的《國家語言發展報告》指出依《國家語言發展法》「國家語言」非指單一語言，即使未來在某些情況下將該詞簡稱為「國語」，亦非如過去專指單一語言；2020年文化部調查民眾對「國語」、「華語」、「普通話」、「中文」4種稱呼的使用度，最常用者仍是「國語」。:57,65

## 語言地區差異
在台灣，國語／國文名稱範圍因時地有所別稱，以學習過程言，例如：國小課程稱國語、國中及高中稱國文。另外，國語文也兼指國語與國文。

### 國語與台灣國語差異
台灣國語，是指帶有明顯臺語腔調、用詞的國語。討論「台灣國語」的相關文獻有蔡美慧（1993年）、曹逢甫（2000年）、李正芬（2006年）以及曹銘宗（1993年）等，討論「台灣華語」的則有余伯泉等（1999年）、張月琴和石磊（2000年）、以及鄭良偉（1997年）等；英譯「Taiwan Mandarin」這個語彙可以在Cheng（1985年）以及Kubler（1979年）的著作中找到。
亦有主張認為普通話與國語應統稱為「北京語」（不是北京方言）。不過值得一提的是，上述提及的「台灣國語」別稱，於台灣當地一般對話語境中，多指的是帶有濃厚台灣本土臺語腔調及用法的國語口音。

### 國語與普通話差異
ㄛ在國語中發音偏半開後圓唇元音/ɔ/，在普通話中偏半閉後圓唇元音/o/，ㄅ、ㄆ、ㄇ、ㄈ+ㄥ時ㄥ在國語中發音偏/oŋ/，在普通話中偏/ɤŋ/，國語捲舌音較普通話不明顯，兒化音較少，聲調也較平緩。

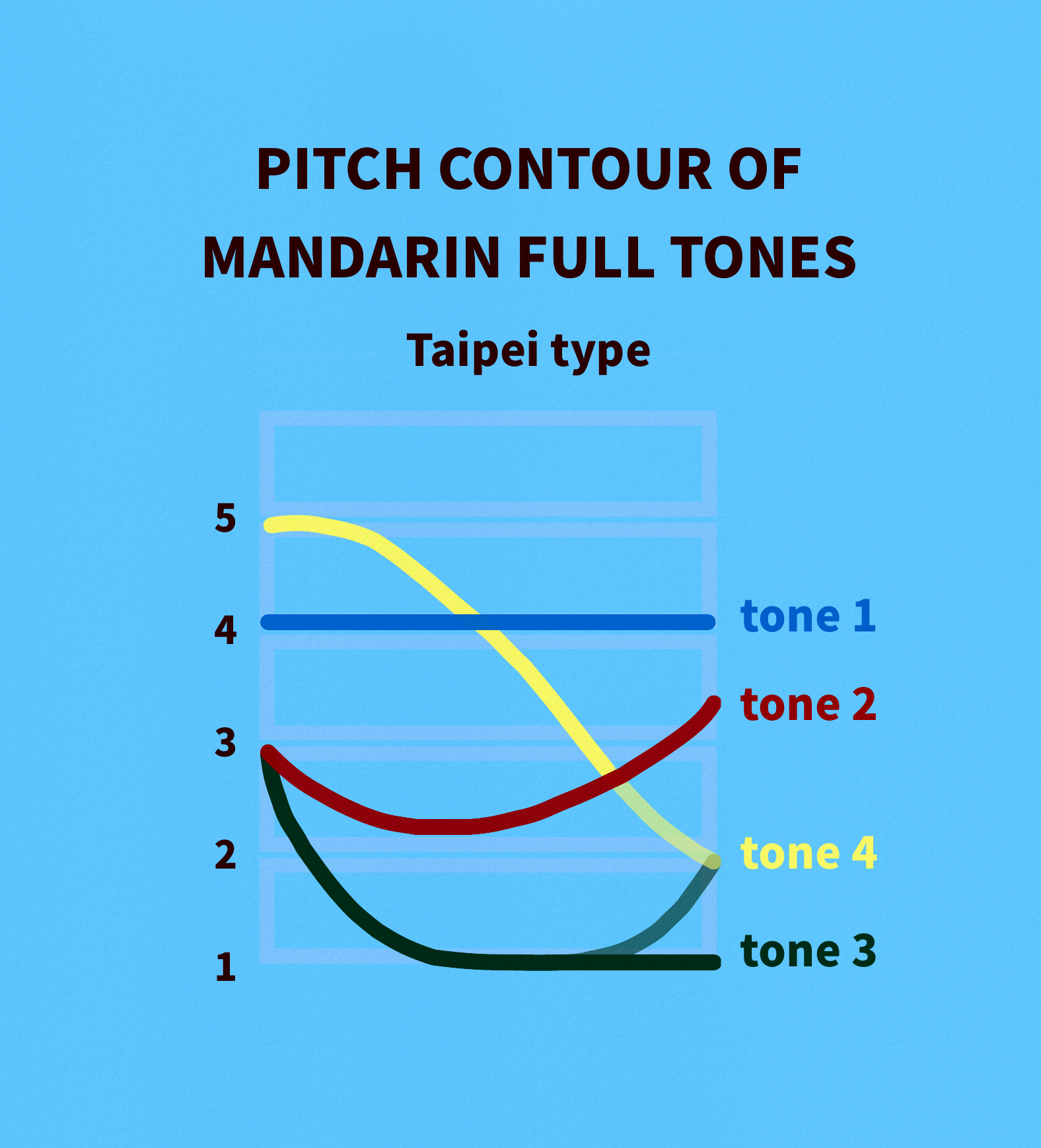
台灣華語的四聲調值

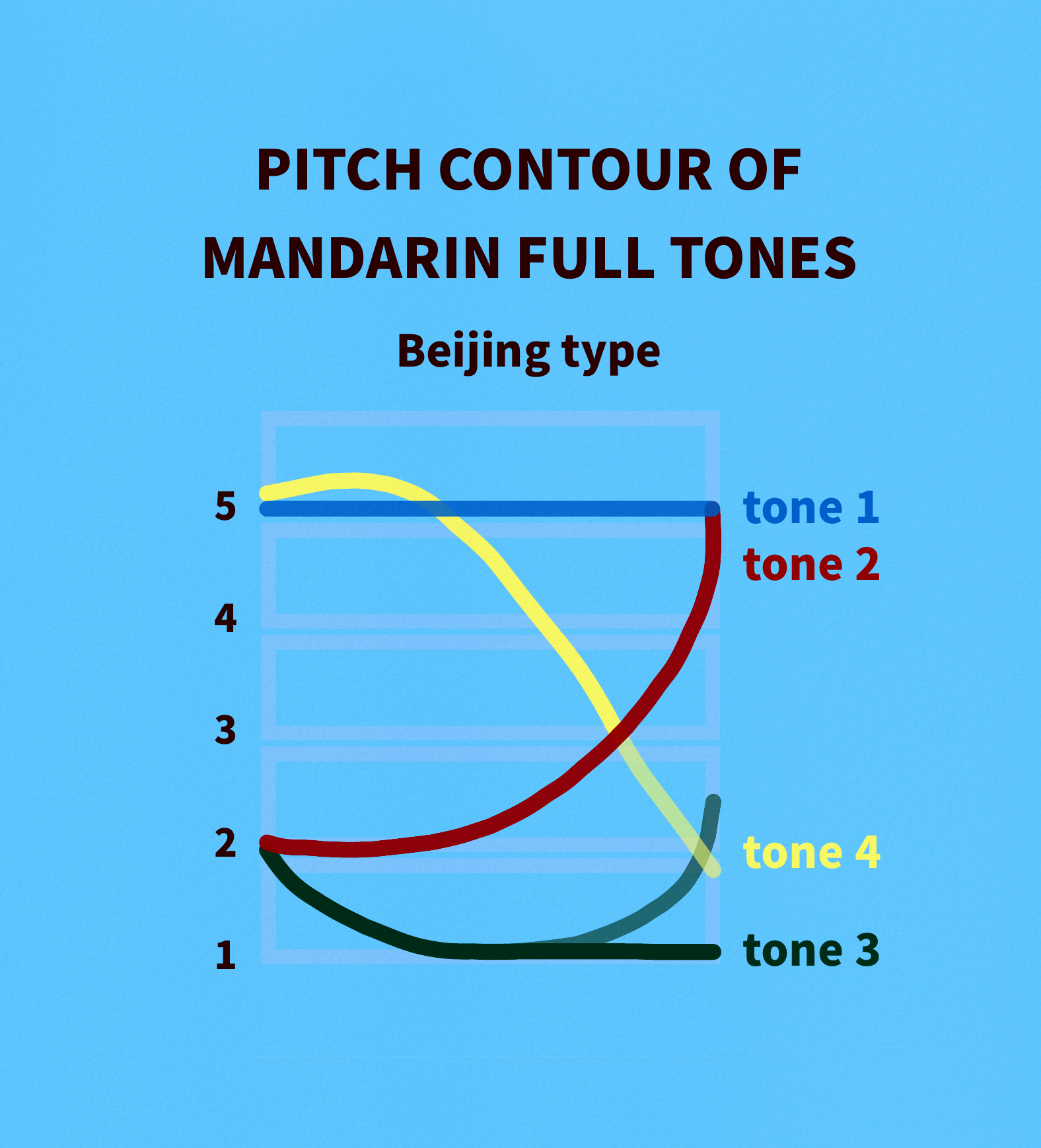
普通話的四聲調值

#### 字音
1992年，李青梅的碩士論文《海峽兩岸字音比較》，比較中國大陆的《新華字典》（1990年版）和中華民國教育部頒布的《國語辭典》（1981年版）中3,500個常用字的注音，而發現到注音相同的2,711個，注音不同或不完全相同的789個；這種差異可分三類：在北京音系範圍內的不同選字、詞典編撰上的問題、繁簡字不同造成的：「……統計出注音相同的字有2711個；注音不同的或不完全相同的 (音項數目不等的) 字有789個，約佔23%。」
2002年10月，李祥用電腦輔助比較《現代漢語詞典》（2002年7月第1版）和臺灣的《國語一字多音審訂表》（1999年3月版）之中3500常用字的字音，發現注音不同的或不完全相同的（音項數目不等的）字有452個，有約13%不同。

#### 詞彙
在詞彙差異中，有些是因為台灣的標準化北京官話保留了1949年以前在中國大陸所使用的一些語彙，而這些語彙在中國大陸則由於種種因素而不再常用。比如說，「里長」、「郵差」、「傭人」、「次長」、「級任教師」、「學藝股長」等，這些詞語都是1949年以前的常用詞，也繼續在台灣的國語中使用，而現今中國大陸則是使用反映社會關係的一些詞語來替代它們。「先生」、「小姐」、「太太」、「老闆」、「男士」、「女士」等1949年以前的常用稱謂詞語，中國大陸在1979年改革開放以前，一般也不常使用。

#### 融合眷村用語詞彙
由於政府遷台後，在各地建設許多眷村，各省或幫派間詞彙亦有少部份成為台灣的國語文詞源，例如條子（警察）、馬子（女性，女友），此亦影響到台灣的傳媒用語。

#### 融合臺港用語詞彙
由於中華民國政府遷台之後，台灣長期處於與中國大陸分治隔絕狀態，因為台灣跟香港均仍以繁体字为主，而兩地的出版物流通較多也較為方便，造成了有些用語並不是特有的，而是跟香港同時使用的。以學科而言，在1949年之前就已有或者穩定的學科，陸臺港的用語就是一致的，例如數學上的Matrix，三地都稱為「矩陣」。但是在1949年之後才出現的學科，例如電腦，用語就有差別，例如電腦上的類似數學矩陣的Array，中國大陸稱為（或者說譯為）「數組」，而台灣稱為（譯為）「陣列」。或者像化學元素的「矽」，中國大陸规范作「硅」，而且1949年以後确定的元素週期表許多较重放射性元素的名称也都存在差异。

## 拼音系統

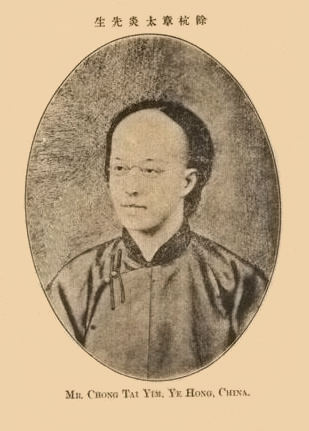
注音方案建基在章太炎的記音字母之上，1918年由北洋政府發佈

1912年，中華民國教育部召開臨時教育會議，通過「採用注音字母案」；1913年教育部召開讀音統一會，正式制定「注音字母」，並在1918年由北洋政府教育部發佈。經過多年演變，現有37個（聲母21個，韻母16個）。
早期的注音按照章太炎記音字母為基礎，從該方案中選取15個字母：「ㄇㄈㄅㄌㄏㄕㄊㄙㄧㄩㄛㄟㄠㄥㄢ」，再改造部分漢字得出23個字母，另外造一字母「ㄦ」，共計39個。1920年，增字母「ㄜ」，共計達40個。1930年，注音字母改稱「注音符號」。1932年5月7日，教育部正式以新國音取代老國音，中文以北京音為標準，本來的三個注音符號「ㄪ」（v）、「ㄬ」（gn）及「ㄫ」（ng）不再使用，後標註為只作拼寫方言之用。
1932年教育部在「編定《國音常用字彙》特組會議」時決定，為了便利說明，添補一個注音符號「ㄭ」，作為「ㄓㄔㄕㄖㄗㄘㄙ」七個聲母單獨成音節時的省略韻母。另外有三個注音符號ㆭ（-ng）、ㆬ（-m）、（-n），用作解釋聲隨韻母（ㄢ、ㄣ、ㄤ、ㄥ）時使用，的字形是ㄋ多加一筆直豎，ㄤ解作ㄚ+ㆭ、ㄥ解成ㄜ+ㆭ、ㄢ為ㄚ+、ㄣ為ㄜ+；同理，複韻母ㄞ解為ㄚ+ㄧ、ㄠ為ㄚ+ㄨ。ㆭ、ㆬ、絕少單獨使用，「嗯」常唸作「˙ㄣ」，也有人唸成「˙」。
1986年，教育部公佈羅馬字拼寫的「注音符號第二式」，注音符號因此稱為「第一式」。在台灣，小學生學習漢字前，必須上十週的注音符號教學課，但不少幼稚園亦已教授。在台灣日常生活中，注音符號既用來標注生辟字，亦是常用的漢字輸入法，其推廣相當普遍，多數幼童均熟練使用。在臺語、客家話的教學上，台灣省國語推行委員會另外增添新符號以拼讀，稱之為「臺灣方言音符號」，比如臺語音節的ㆭ、ㆬ，被正式訂為台灣方言音符號，載入Unicode注音符號擴展區用字。
中華民國的中文羅馬拼音系統為國際上較流通的漢語拼音（2008年起），與這些官方系統並行的，是大體上已使用數十年的威妥瑪拼音（韋式拼音）。目前教育部規範地名、街道名、人名均以漢語拼音翻譯，僅縣市或經內政部核定的鄉鎮市區以國際通行為由維持威妥瑪拼音，惟民間部分仍習慣以威妥瑪拼音拼寫。
民進黨執政時期的2002年曾推行通用拼音，因而在部分地方、人名仍出現通用拼音。
台灣的國語羅馬拼音一直處在多版本並存的狀態，造成許多外國觀光客、外籍居民與當地人溝通上的困難。

## 書寫系統
「正體中文」是中華民國的官方文字，另一方面，發音或發聲亦受影響。民間會使用正體中文來發佈訊息，少部份民眾手寫講求快速則可能使用少數簡體中文（如寫成），也有少數諳日語的民眾使用日本漢字（如寫成、寫成、寫成、寫成等）。中華民國教育部颁布的《常用國字標準字體表》、《次常用國字標準字體表》和《罕用字體表》。標準寫法和香港教育參考字形及中國大陸的繁體寫法有些地方不同，「（田出頭）」，臺灣為「（田字不出頭）」；香港為「（下為兩橫）」，台灣為「（下為“點提”）」，大陸為「（上方框內為向左橫折）」；香港為「衞」、「衛」，臺灣為「衛」為兩不同字等等。

## 爭議
民國4年（1915年），中國儒生與思想家章太炎認為北方漢語與唐韻不合，是因為受到了北方外族語言影響，認為是「非我華所有」且應該拋棄。章太炎於的《太炎最近文錄》裡說：「若夫金元虜語，侏離而不馴者，斯乃財及幽并冀豫之間，自淮漢以南亡是，方域未廣，曷為不可音哉？」 。其認為南方漢語（如閩南語、粵語等）保留入聲，不失古音且與唐朝官話較為接近，並不滿「金元虜語」在中國傳播，而引發爭議。

### 引用
1. ↑  國立編譯館 (编). . 正中書局. ISBN 9570903406.
2. ↑  . 140.128.103.128.   [2020-02-07]. （原始内容存档于2016-12-20）.
3. ↑  林育辰. .  (PDF). 國立臺東大學碩士論文. 2013. （原始内容 (PDF)存档于2021-05-02）.
4. ↑  楊真宜. . 第16次語言·地理·歷史跨領域研究工作坊 (台中: 國立臺中教育大學). 2017年4月16日. （原始内容存档于2021-05-02）.
5. ↑  古國順. . 五南圖書出版股份有限公司. 2005: 7–  [2014-01-13]. ISBN 978-957-11-4012-4. （原始内容存档于2014-09-25）.
6. ↑  「清代東北滿族「國語騎射」的保存與衰微」梁志忠 ，滿語消失的最後一瞬《南方周末》2007年7月25日
7. ↑  鄭惠芳.  (PDF). 聯合早報. 2013-06-02  [2015-08-13]. （原始内容 (PDF)存档于2015-08-13） （中文（新加坡））.
8. 1 2  林育辰. .  (PDF). 國立臺東大學碩士論文. 2013. （原始内容 (PDF)存档于2021-05-02）.
9. ↑  . 正中書局．流傳文化．墨文堂文化. 2020-02-07  [2020-02-07]. （原始内容存档于2020-02-04） –Google Books.
10. ↑  中華民國聲韻學學會. . 臺灣學生書局. 1994  [2014-01-13]. （原始内容存档于2014-09-25）.
11. ↑  韩泽; 林兴仁 (编). . . 江苏古籍出版社. 2000年12月  [2021-05-02]. ISBN 7-80643-390-2. （原始内容存档于2021-05-02）.
12. ↑  我國小學國語科課程標準之演變及其內涵分析（1902-1993）[]
13. ↑  中国社会科学院新闻研究所 (编). . 重庆: 重庆出版社. 1987: 188. ISBN 7-5366-0008-9. 当时估计全国有收音机约二十万架左右。
14. ↑  遠流台灣館／編著. . 遠流出版. 2000: 98–  [2014-01-13]. ISBN 978-957-32-4161-4. （原始内容存档于2014-09-25）.
15. ↑  許陳品. . 香港01.   [2021-08-21]. （原始内容存档于2022-08-11）.
16. ↑  . Y"uan jian za zhi she. 1992  [2014-01-13]. （原始内容存档于2014-09-25）.
17. ↑  楊喬伍.  (PDF). 國立臺灣師範大學碩士論文. 2012: 116–123. （原始内容 (PDF)存档于2021-05-02）.
18. ↑  蔡盛琦.  (PDF). 國家圖書館館刊. 2011年12月, (2): 68–70. （原始内容 (PDF)存档于2021-05-02）.
19. ↑  許慧如.  (PDF). 臺灣語文研究. 2019, 14 (2): 218-225  [2021-05-02]. （原始内容存档 (PDF)于2020-09-09）.
20. ↑  何萬順.  (PDF). 語言暨語. 言學》. 2009, 10 (2): 377–378, 386–391. （原始内容 (PDF)存档于2014-02-22）.
21. 1 2  黃宣範，1993，國語運動與日語運動：比較的研究，見黃宣範，語言、社會與族群意識：台灣語言社會學的研究，頁88-126。台北：文鶴出版有限公司。（頁107）
22. ↑  郭晔旻. . 澎湃新聞.   [2021-08-21]. （原始内容存档于2022-08-11）.
23. ↑  政府施政措施落實多元族群主流化之研究 （页面存档备份，存于）, 行政院研究發展考核委員會, 2012/12
24. ↑  劉阿榮, 我們共同的命運—族群、記憶與國家認同 （页面存档备份，存于）, 國立中央大學
25. ↑  語言教育政策促進族群融合之可能性探討 （页面存档备份，存于）, 《教育研究與發展期刊》, 2008/9, 國家教育研究院
26. ↑  曹逢甫，2000，臺式日語與臺灣國語：百年來在台灣發生的兩個語言接觸實例。漢學研究：273-97。（頁280-1）
27. ↑  . 聯經出版事業股份有限公司. 2008  [2014-01-13]. （原始内容存档于2014-09-25）.但是一般民眾對於國民政府的反感,只停留於素樸而模糊的族群語言文化情感，如對北京話作爲國語的反感、對母語受到壓抑的不滿等
28. ↑  .   [2021-08-03]. （原始内容存档于2021-08-03）.
29. ↑  . 五南圖書出版股份有限公司. 2005: 242–  [2014-01-29]. ISBN 978-957-11-3912-8. （原始内容存档于2014-06-27）.
30. ↑  蓝顺德. . 五南圖書出版股份有限公司. 2006: 127–  [2014-01-13]. ISBN 978-957-11-4108-4. （原始内容存档于2014-09-29）.
31. ↑  陳正茂. . 秀威出版. 2011-02-01: 221–  [2014-01-13]. ISBN 978-986-221-624-8. （原始内容存档于2014-10-01）.
32. ↑  . ebas.gov.tw.   [2015-04-04]. （原始内容存档于2015-03-05）.
33. ↑  原住民族委員會. . 法務部全國法規資料庫. 2017-06-14  [2020-11-05]. （原始内容存档于2021-02-11）. 原住民族語言為國家語言，為實現歷史正義，促進原住民族語言之保存與發展，保障原住民族語言之使用及傳承，依[...]
34. 1 2  王保鍵.  (PDF). 文官制度季刊. 2018, 10 (3): 89, 92-96  [2020-11-05]. （原始内容存档 (PDF)于2020-11-05）.
35. ↑  客家委員會. . 法務部全國法規資料庫. 2018-01-31  [2020-11-05]. （原始内容存档于2021-02-13）. 客語為國家語言之一，與各族群語言平等。人民以客語作為學習語言、接近使用公共服務及傳播資源等權利，應予保障。
36. ↑  傅朝文. . 立法院法制局. 2018-09-13  [2024-10-29]. （原始内容存档于2022-06-01）.>
37. ↑  .   [2019-07-05]. （原始内容存档于2019-05-02）.
38. ↑  . 中央通訊社. 2021-01-16  [2021-06-25]. （原始内容存档于2021-01-30）.
39. ↑  . 文化部. 2022-08.
40. ↑  中華民國教育部：《我國中小學國語文基本學力指標系統規劃研究》[永久]
41. ↑  . moe.edu.tw.   [2009-07-08]. （原始内容存档于2014-02-22）.
42. ↑  .   [2009-07-08]. （原始内容存档于2014-02-21）.
43. ↑  . npf.org.tw.   [2009-07-08]. （原始内容存档于2007-12-15）.
44. 1 2  李祥，2010,海峽兩岸字音存在百分之十三的差異 --香港人走出學普通話的誤區--之一  （页面存档备份，存于）
45. ↑  看中國報導，2003年，老外侃中國：台灣與大陸的異同 [online]。np：看中國。11月5日 [引用於2005年1月13日]。全球資訊網網址：.   [2006-09-02]. （原始内容存档于2007-09-28）.。
46. ↑  如 （页面存档备份，存于）
47. ↑  . Chemistry International -- Newsmagazine for IUPAC (IUPAC).   [2005-08-08]. （原始内容存档于2005-04-04）.
48. ↑  教育部兩岸化學元素用字對照表 （页面存档备份，存于），《異體字字典》（繁體中文）
49. ↑  黃福坤化學元素週期表 （页面存档备份，存于），國立台灣師範大學（繁體中文）
50. 1 2  於錦恩，《民國注音字母政策史論[]》，北京，中華書局。2007年1月。ISBN 978-7-101-05395-1
51. 1 2  中華民國教育部國語推行委員會，《國語注音符號手冊 （页面存档备份，存于）》，中華民國教育部，2000年11月。ISBN 978-957-02-7324-3
52. ↑  何秋堇. . 秀威出版. 2012-05-01: 49–  [2014-01-13]. ISBN 978-986-221-915-7. （原始内容存档于2014-10-01）.
53. ↑  . 当代中國出版社. 1995  [2014-01-13]. （原始内容存档于2014-09-25）.
54. ↑  國立臺灣師範大學. . 正中書局．流傳文化．墨文堂文化. 2008: 614–  [2014-01-13]. ISBN 978-957-09-1808-3. （原始内容存档于2014-09-25）.
55. ↑  . tripod.com.   [2013-02-08]. （原始内容存档于2013-06-18）.
56. ↑   (新闻稿). Taipei Times. 2008年9月18日  [2010年11月29日]. （原始内容存档于2011年8月23日）.
57. ↑   (新闻稿). 聯合報. 2008年9月17日  [2010年11月29日]. （原始内容存档于2012年9月15日）.
58. ↑  「高雄市政府雙語標示英譯除錯活動—『Say it right：誠徵除錯達人』」除錯結果公告[]，高雄市研考會。
59. ↑  薛鳳生. . 華語教學出版社. : 第74-75頁. ISBN 9787800526329.

## 延伸閱讀
- 蔡美慧，1993，台灣國語的肯定與否定首位答詞（Initial Affirmative and Negative Responses in Taiwan Mandarin）（英文）。輔仁大學語言學研究所碩士論文。
- 曹銘宗，1993，台灣國語。台北：聯經。
- Cheng, Robert L. 1985. A Comparison of Taiwanese, Taiwan Mandarin, and Peking Mandarin. Language 61, no. 2: 352-77.
- 董忠司，1995，台灣漢語方言影響下的若干「國語」聲母變體初稿。語文學報 2：1-28。
- Kubler, Cornelius C. 1979. Some Differences between Taiwan Mandarin and Textbook Mandarin. Journal of the Chinese Language Teachers Association 14, no. 3: 27-39.
- 蘇金智，2000，海峽兩岸語文說略 [online]。np：大陸台商經貿網。10月27日 [引用於2005年2月2日]。全球資訊網網址：。
- 謝國平，1998，台灣地區年輕人ㄓㄔㄕ與ㄗㄘㄙ真的不分嗎？。華文世界（90）：1-7。
- 魏岫明，1984，國語演變之研究。台北：國立台灣大學文學院。
- 余伯泉、江永進、許極燉、楊青矗、林央敏、黃元興、董峰政，1999，跨越福佬台語（乙式）與台灣華語的拼音障礙。大葉學報 8：11-22。
- 張月琴、石磊，2000，台灣華語聲調範疇感知。清華學報 30：51-65。
- 鄭良偉，1997，台、華語的接觸與同義語的互動。台北：遠流。

## 外部連結
- （繁體中文）中華民國國語文研究協會（页面存档备份，存于）
- （繁體中文）中華民國國語文教育推廣學會（页面存档备份，存于）
- （英文）Taiwanese Mandarin Learning Site（页面存档备份，存于）
- （繁體中文）曹逢甫：台式日語與台灣國語：百年來在台灣發生的兩個語言接觸實例（页面存档备份，存于）
- （繁體中文）Daniel：所謂「台灣話」